# Don (skotská řeka)
Don (anglicky River Don) je řeka v severním Skotsku (Spojené království). Je 131 km dlouhá.

## Průběh toku
Pramení v severních výběžcích pohoří Grampiany. Protéká horskou a kopcovitou krajinou. Ústí do Severního moře nedaleko Aberdeenu.

## Využití
V řece se loví lososi.